# 爱晚亭
爱晚亭坐落在中国湖南省长沙市岳麓区岳麓山清风峡，同安徽省醉翁亭、杭州市湖心亭、北京市陶然亭并称“中国四大名亭”，是岳麓山风景名胜区重要观光点。

## 沿革
爱晚亭始建于清乾隆五十七年（1792年），原名红叶亭、又名爱枫亭，是岳麓书院山长（即院长）罗典创建。后由湖广总督毕沅根据唐杜牧七言绝句《山行》中的诗句“远上寒山石径斜，白云深处有人家。停车坐爱枫林晚，霜叶红于二月花”，改名爱晚亭。民間另一說是袁枚取唐杜牧《山行》中的诗句“停车坐爱枫林晚，霜叶红于二月花”，改名爱晚亭。不过在罗典的《次石琢堂学使留题书院诗韵两首即以送别》诗后有一条自注:“山中红叶甚盛，山麓有亭，毕秋帆制军名曰爱晚纪以诗”，这个自注也充分说明了，毕沅才是真正给亭子改名的人了。
毛泽东青年时期，曾在此进行革命活动。抗日战争时期，亭被日军炸毁。今天“爱晚亭”的匾额为毛泽东在1952年重建亭时题写，亭内有诗词《沁园春·长沙》的横匾。
2013年，国务院将其列入全国重点文物保护单位。